# Diamond Box
『Diamond Box』（ダイアモンド・ボックス）は、Wink2枚目のベスト・アルバム。1991年12月21日にポリスターより発売された。

## 概要
2枚目のベスト・アルバムは、リミックスとバラード・セレクション半々という風変わりなリミックス・ベストとなった。活動停止までに発売したWinkのベスト・アルバムはシングルを中心としたものが多い中、本作は異色のベスト・アルバムといえる。リミックス楽曲だけのアルバムは、本作発売から約4年後に初の完全リミックス・アルバム『REMIXES』を発売した。
リミックス・ヴァージョンは、表記こそ単に“Remix”とこれまでのオリジナル・アルバムに収録されたシングルのRemix（オリジナル・ヴァージョンを再構築したリミックス）と同一表記だが、本作ではハウス界の寺田創一による新アレンジ新ヴァージョンによる近作シングル「ニュー・ムーンに逢いましょう」「きっと熱いくちびる 〜リメイン〜」「真夏のトレモロ」のリミックスと、これまでに発売されたアルバムの中からピックアップした洋楽カバー曲のノンストップ・ミックスを収録。「背徳のシナリオ」のみ従来のオリジナル・ヴァージョンを再構築したリミックスとなっている。またバラード楽曲としてはアルバム『Twin Memories』『Velvet』『Queen of Love』から1曲ずつ選曲、カップリング曲からも1曲が収録されている。
前作『Sapphire』『Fairy Tone 2』より1か月足らずでのリリースとなった。本作の発売5日前の12月16日に発売したシングル「追憶のヒロイン/イマージュな関係」は両曲共に未収録となった。
2017年10月4日には、レコチョク、OTOTOY、music.jp、moraなどの音楽配信サイトでハイレゾ版ダウンロード・アルバムの配信が開始された。

## キャッチコピー
- CDアルバムの帯には以下のコピーが記載されている[8]。

大ヒットシングルのリミックス、
カヴァー曲のノン・ストップ・ミックス、
二人のバラードで彩るアルバム ! 全10曲収録。

## 収録曲
1. ノン・ストップⅠ：［5:05］
  - あの夜へ帰りたい

原作詞・作曲: Stock, Aitken, Waterman / 日本語詞: 江崎ひろ子
  - Sexy Music

原作詞・作曲: Ben Findon, Mike Myers, Bob Puzey / 日本語詞：及川眠子
  - 悪い夢

原作詞・作曲: Paul Stanley, Vini Poncia, Desmond Child / 日本語詞：及川眠子
  - 銀星倶楽部

原作詞・作曲: Ben Findon, Mike Myers, Bob Puzey / 日本語詞：森本抄夜子
リミックス：寺田創一
2. ニュー・ムーンに逢いましょう (Remix)［4:48］
作詞：及川眠子 / 作曲：門倉有希 / リミックス：寺田創一
  - アルバム『Crescent』収録のリミックスとは別ヴァージョン。
3. きっと熱いくちびる 〜リメイン〜 (Remix)［4:25］
作詞：及川眠子 / 作曲：関根安里 / リミックス：寺田創一、DJ Keizo
4. 背徳のシナリオ (Remix)［4:28］
作詞：及川眠子 / 作曲：工藤崇 / 編曲：門倉聡
5. 想い出までそばにいて (Album Version)［5:05］
原作詞・作曲: Roxanne seeman, Dominic Messinger, Billie Hughes / 編曲：門倉聡 / 日本語詞：及川眠子
  - シングル・ヴァージョンにあったソロパート部分を全てユニゾン歌唱にしたアルバム・ヴァージョン。
6. 雨に願いを［4:17］
作詞：及川眠子 / 作曲：尾関昌也 / 編曲：門倉聡
7. ノン・ストップⅡ：［5:08］
  - Special To Me

原作詞・作曲: Deborah F. Shane, Robert Hunter Caldwell, Marsha A.Radcliffe / 日本語詞: 及川眠子
  - Only Lonely

原作詞・作曲: Ben Findon, Michael Myers, Robert Puzey / 日本語詞: 及川眠子
  - Mighty Mighty Love

原作詞・作曲: Rick Evans / 日本語詞: 森本抄夜子
  - 夜間飛行

原作詞・作曲: Robbie Van Leeuwen / 日本語詞: 森本抄夜子
リミックス：寺田創一、横田信一郎
8. 真夏のトレモロ (Remix)［4:39］
作詞：及川眠子 / 作曲：工藤崇 / リミックス：寺田創一
9. 愛してる 〜Never Stopped Loving You〜［5:02］
原作詞・作曲: Paul Gurvitz / 編曲: 船山基紀 / 日本語詞: 及川眠子
10. 泡になる 〜Endless Summer〜［5:24］
作詞: 芹沢類 / 作曲: 広谷順子 / 編曲：門倉聡